# 7 Pułk Artylerii Konnej
7 Pułk Artylerii Konnej (7 pak) – oddział artylerii lekkiej (samobieżnej) Polskich Sił Zbrojnych.

## Formowanie i zmiany organizacyjne
15 sierpnia 1943 roku 7 Pułk Artylerii Lekkiej został przemianowany na 7 Pułk Artylerii Konnej. Inicjatorami zmiany nazwy jednostki byli żołnierze pułku, na czele z dowódcą, którzy do 1939 roku pełnili służbę w dywizjonach artylerii konnej. We wrześniu 1943 roku pułk marszem kołowym został przemieszczony do miejscowości Izdut w Palestynie, gdzie brał udział w manewrach 2 Korpusu Polskiego. Żołnierze pułku dodatkowo wypoczywali i zwiedzali zabytki. W grudniu 1943 roku pułk został dyslokowany do obozu wojskowego w Quassasin w Egipcie. W styczniu i lutym 7 PAK został przetransportowany z portu w Aleksandrii drogą morską do Taranto i Bari (pojazdy i działa) we Włoszech.
Wchodził w skład 2 Grupy Artylerii wspierającej 2 Korpus. W czerwcu 1945 roku pułk został przeformowany i włączony w skład 2 Warszawskiej Dywizji Pancernej. Początkowo uzbrojony był w samobieżne haubice M7 Priest, a następnie w haubicoarmaty RAM SP 25.

## Działania bojowe pułku
W styczniu i lutym 1944 pułk w kolejnych konwojach, eskortowanych przez marynarkę brytyjską, wylądował we Włoszech w porcie Taranto. 
Jako punkt zborny posłużyła dzielnica Mottoli - St. Basilio. Zbiórka trwała kilka tygodni, gdyż pododdziały zostały rozparcelowane do transportu morskiego po różnych statkach i konwojach. Sprzęt ciężki wyładowywany był w Bari, porcie dość odległym od miejsca postoju. 
Postój w St. Basilio wykorzystywano na  dokompletowanie wyposażenia, zaopatrzenie w amunicję i ostateczne doprowadzenie do pełnej gotowości bojowej ludzi i sprzętu.
22 marca, wykonując rozkaz dowódcy Artylerii Korpusu, 7 pak rozpoczął marsz po trasie St. Basilio, Foggia, Lucera, Bojano do St. Helena, gdzie zatrzymał się na jednodniowy odpoczynek. Przez kolejne dwa dni maszerował do rejonu ześrodkowania koło Roccaravindola. 27 marca pododdziały przejmują PO i SO od artylerii amerykańskiej. 3 dywizjon zajmując stanowiska ogniowe na skraju Cerasuolo i zostaje ostrzelany przez artylerię niemiecką.  Pocisk trafia podoficera łączności dywizjonu plut. Augusta Króla. Jest pierwszym żołnierzem pułku, który zginął w warunkach bojowych. działania w okolicach wzgórza Monte Marone stanowią chrzest bojowy 7 pak.

### Walki pod Monte Cassino
Od 16 kwietnia 7 pak przygotowywał nowe stanowiska i posterunki obserwacyjne do planowanej ofensywy "Honker". Z uwagi na niedogodny teren, rozpoczęto prace inżynieryjne od budowy dróg.
Dopiero 20 kwietnia przystąpiono do budowy działobitni i schronów. Artylerzystów wspierał przydzielony pluton saperów. Kolejne dni wykorzystywano na założenie wewnętrznej i zewnętrznej sieci telefonicznej dowodzenia. Łączność z punktami obserwacyjnymi i do piechoty czekała na ostateczne ustalenie układu obserwacyjnego i wydała się być najtrudniejszym zadaniem.
W nocy 23/24 kwietnia dowództwo pułku i dywizjony zajęły nowe stanowiska. Warunki przemarszu w całkowitym zaciemnieniu były niesłychanie trudne. Droga marszu prowadziła przez miejscowość Acquafondata a następnie będącym pod ostrzałem wąwozem "Inferno".
1 maja 1944 zarządzono odprawę w sztabie 2 Grupy Artylerii. Omawiano na niej działanie piechoty i wsparcie artylerii. Do identyfikacji celów służyły mapy polowe z położeniem nieprzyjaciela, nadesłane przez brytyjski "inteligence". 
W dniach 2-6 maja odbywało się wstrzeliwanie celów, strzelania doświadczalne na rozprysk i opracowywanie planów ogni do działonów włącznie. Od 7 maja trwa walka ogniowa z artylerią przeciwnika. Gromadzone są zapasy amunicji przy działobitniach. Pułk odnotowuje kolejne straty w ludziach (ciężko ranni)  i sprzęcie.
10 maja pułk zameldował gotowość do operacji "Honker". Działa w tym dniu milczały. Dowódca 5 Grupy Armii, dowódca 8 Armii i dowódca 2 Korpusu wydali przed bitwą rozkazy, które zostały ogłoszone wszystkim żołnierzom.
O 23:00 11 maja, kilkuset dział otworzyło jednocześnie ogień. Na posterunkach dowodzenia słychać było krótkie meldunki sytuacyjne i żądania wsparcia przekazywane przez poszczególne bataliony piechoty.
Następnego dnia, po wielogodzinnych krwawych zmaganiach, 5 KDP musiała oddać ofiarnie zdobyte „Widmo”, a 3 DSK wzgórza 569 i 593 Gorycz niepowodzenia przeżywali również artylerzyści. Trudno było uwierzyć, że mimo potężnej nawały ogniowej,  Niemcy wytrzymali  w swych betonowych schronach i zaciekle bronili się i organizowali przeciwnatarcia.
Kolejne dni to duże osłabienie aktywności bojowej. Prowadzona była walka systemem patroli i wykonywane obustronnie próby lokalnych ataków na poszczególne obiekty.
Artyleria wykonywała sporadycznie ognie zaporowe oraz zwalczała cele wskazane przez piechotę. Wykonywała też ognie nękające na drogi i SO artylerii nieprzyjaciela.
14 maja i 15 maja uzupełniono amunicję i przygotowywano się do następnego natarcia. 
16 maja, w godzinach wieczornych 5 KDP wznowiła natarcie przy wsparciu całej artylerii korpuśnej i dwóch Grup Armijnych artylerii brytyjskiej. 7 pak wykonywał wszystkie rodzaje ognia: zaporowe, zwalczania moździerzy, dalekiego wzbraniania, zwalczania artylerii, nękające oraz zasłony dymne. Krwawe walki piechoty 17 i 18 maja wspierają ogniem artylerzyści. 
Obsługi dział pracowały bez przerwy przez 24 godziny. Pułk zwalczał około 230 celi, działając w pasie ogniowym o kącie 70° oraz donośności do 12.000 m,  wystrzelił przy tym około 30.000 pocisków.
Na ruinach klasztoru zawisnął proporczyk 12 Pułku Ułanów Podolskich, a wkrótce po nim flaga biało-czerwona.
Artyleria niemiecka zwiększyła aktywność. Osłania odejście własnej piechoty.
19 maja  6 Lwowska Brygada Piechoty nacierała na wzgórze Corno. Główne zadanie 7 pak-u polegało na osłonie dymnej natarcia od strony Monte Cairo. Na zasłonę  zużyto 5.000 pocisków. W wymianie ogniowej z artylerią niemiecką zginęli kolejni artylerzyści.
20 maja 7 pak wspierał 6 Pułk Pancerny "Dzieci Lwowa" atakujący wzgórze Piedimonte. Pułk kontynuował zadymianie i wykonywał zadania nękające na krańcowych celownikach. 
Od 26 maja pułk nie strzelał, pozostając na dotychczasowych stanowiskach. Zasięg armat był zbyt mały.
29 maja, na rozkaz dowódcy Grupy Artylerii, 7 pak zszedł ze stanowisk i odszedł na południe, w rejon miejscowości Vinchiaturo, na wypoczynek.

### Działania nad Adriatykiem
Na przełomie maja i czerwca pułk odpoczywał, szkolił się i obsługiwał sprzęt. 16 czerwca wydano już jednak rozkazy do przemieszczenia w rejon operacyjny. Marsz przebiegał trasą Campobasso - Vasto - Ortona - Pescara do miejscowości Capello, gdzie wyznaczono koncentrację artylerii 2 GA i dwóch brytyjskich pułków artylerii. 26 czerwca zwiady pułku rozpoznały i wkrótce zajęły punkty obserwacyjne, a dywizjony wchodzą na SO na południe od Montegranaro. Przez następne dni pułk wykonywał szereg ogni na korzyść 3 DSK i 5 KDP.
Po przejściu wojsk do pościgu dywizjony zajęły nowe SO w rejonie Potenza, a  od 4 lipca wspierały natarcie czołgów 2 BPanc i angielskiego 7 Pułku Huzarów. Po raz pierwszy pododdziały pułku współdziałały z wojskami szybkimi. 5 lipca pułk wystrzelał 1524 pociski. W następnych dniach tempo natarcia spadło. Pułk zwalczał artylerię nieprzyjaciela, a zwłaszcza niemieckie działa przeciwpancerne. Pojawiły się też pojedyncze niemieckie działa samobieżne, które po ostrzelaniu celu zmienią stanowiska.Dużym zaskoczeniem okazał się fakt, że Della Crestia broniona jest między innymi przez batalion ukraiński.
9 lipca pułk zmienił SO i wrócił pod rozkazy Grupy Artylerii, by już 12 lipca znów wrócić  do współpracy z 2 BPanc i wspierając ją w natarciu po osi Casa Nuova (rzeka Chienti) - Polverigi - Agugliano - Della Crestia. Na dowódcę natarcia  wyznaczony został płk Bobiński.  Odwrót wojsk niemieckich był dobrze zorganizowany. Po opuszczeniu swych pozycji, Niemcy odchodzili w sposób planowy na następne pozycje opóźniania. 
Dopiero 17 lipca Korpus Polski wznowił natarcie. Obserwatorzy artyleryjscy działali bezpośrednio w czołgach.Dzięki doskonałej łączności,  przed czołgami stawiana była stała nawała ogniowa. Pułk wystrzelał w tym dniu 1500 pocisków.
Niemcy w pośpiechu wycofywali się z rejonu Ancony w kierunku na  północ wzdłuż nadmorskiej drogi Nr 16. 
Czołgi pułków pancernych nie doszły jednak do morza i nie odcięły odwrotu. Była szansa wziąć do niewoli tysiące jeńców oraz przeszkodzić w niszczeniu mostów, minowaniu dróg i objazdów. 
18 lipca pułk kładł ognie na dalekich celownikach. Ancona była  już zdobyta i rozpoczął  się pościg. W rejonie pułku zbierano niemiecką broń, a w tym pięć dział pozostawionych w pośpiechu. Zużycie amunicji wyniosło około 1600 pocisków.
20 lipca 7 pak ześrodkował się w rejonie Cossero. Uzupełnił tam starty i doprowadził sprzęt do pełnej zdolności bojowej. Tam też żołnierze otrzymali odznaczenia i awanse za bitwę o Monte Cassino i o Anconę. 
9 sierpnia pułk znowu walczył. Zajął pozycje w rejonie miejscowości Ostra i wspierał oddziały  5 KDP. Pod koniec dnia nieprzyjaciel zmuszony był do wycofania się na północ od rzeki Cesano. Pułk poniósł jednak duże straty od ognia nieprzyjacielskiej artylerii.
10 sierpnia patrole piesze przekroczyły  rzekę Cesano, a pułk wykonał ognie na dalekich celownikach. W ciągu następnych dni zorganizowano specjalną grupę kawalerii pod dowództwem gen. Bohusza Szyszko do osłony lewego skrzydła 2 Korpusu. Pułk przeszedł na nowe stanowiska z posterunkiem dowodzenia w m. Ostra Vetere. Jego dywizjony wspierały odpowiednio: angielski HCR, 12 Pułk Ułanów Podolskich, 15 Pułk Ułanów. Ponadto dziesięć dział ciężkich przydzielonych zostało czasowo do "Grupy Jędrek". Celem natarcia było  dojście 2 Korpusu do rzeki Metauro, na linii której Niemcy zorganizowali  obronę: tzw. "Linię Gotów".
Tempo pościgu hamowały rzeki  wypływające z gór Abruzzo i wpadające bezpośrednio do morza. Na każdej z nich nieprzyjaciel organizował obronę, a po krótkiej walce odchodził w nocy na następną linię oporu. Zmuszało to artylerię do częstej zmiany stanowisk, a oficerów prowadzących ogień z punktów obserwacyjnych do stałego i bezpośredniego kontaktu z oddziałami czołowymi, szybkiej reakcji i inicjatywy.
"Linię Gotów" obsady punktów obserwacyjnych forsują wraz z pierwszorzutowymi oddziałami. Za nimi przeprawił się rzut ogniowy. Pułk poniósł starty w ludziach i sprzęcie.
W czasie od 17 do 22 sierpnia pułki pancerne oczyszczają teren zmuszając Niemców do  wycofania się w kierunku rzeki Metauro. Szwadrony czołgów wspierane są ogniem z obserwacji i na żądanie z pola walki, a w nocy dywizjony wykonują ognie nękające. 
Dodatkowym zadaniem pułku jest wspieranie "Grupy Maiella". 
26 sierpnia wykorzystując sukces 5 KDP, zgrupowanie kawalerii  przechodzi rzekę Metauro.
Pułk  strzela na korzyść 5 KDP i zgrupowania kawalerii zwalczając artylerię, broń maszynową  i siłę żywą przeciwnika.
Nieprzyjaciel rozpoczął z linii Gotów m.in. pod naporem oddziałów  2 Korpusu i ostrzału z morza prowadzonego przez brytyjską  marynarkę wojenną. Polacy zostali zluzowani przez Korpus Kanadyjski. 7 pak strzelał jeszcze 1 września na dalekich celownikach w rej. Trebintico. 6 września pułk przeszedł do odwodu w rej. Loreto i Recanati. 
Za akcję w Zgrupowaniu Kawalerii jej dowódca gen. Bohusz Szyszko wystosował podziękowanie na ręce dowódcy 7 pułku artylerii konnej.

### Walki w Apeninach
Od 9 września przez miesiąc pułk przebywał odpoczywał w okolicach Loreto, Recanati i Castelfidardo. Konserwowano i uzupełniano sprzęt. 10 października o 17.00 rozpoczęto przegrupowanie w kierunku Arezzo a następnie do Antria. 12 października zwiady  pod  dowództwem mjr. Andersa wyruszyły w rejon m. Sassino, a później w okolice Fontefredda.
2 Korpus Polski wchodził na nowy pas działania luzując 10 Korpus Brytyjski. 7 pak miał  wspierać 5 Wileńską Brygadę Piechoty

### Bitwa o Bolonię
28 marca 1945 z Monte Lupone w rejon planowanych w okolicach Faenzy stanowisk ogniowych wyjechały pododdziały rozpoznawcze, a kilka dni później ruszył rzut ogniowy.
Przygotowano dwa stanowiska zasadnicze i jedno zapasowe ze zwiezioną amunicją po 300 pocisków na działo.
5 czerwca odczytano rozkazy przed bitwą dowódców 8 Armii. 7 pak, przekazany do dyspozycji dowódcy artylerii 5 KDP otrzymał zadanie wspierać 4 Wołyńską Brygadę Piechoty. 9 kwietnia ruszyło natarcie 2 Korpusu.  W okresie ogniowego przygotowania natarcia lotnictwo amerykańskie zbombardowało omyłkowo własne oddziały. W III/7 pak ranny został kan. Henryk Miśnikowicz. W przygotowaniu artyleryjskim pułk wykonywał ognie według planu, a potem ześrodkowania i obezwładnianie na żądanie oraz ognie z obserwacji, zasłony dymne i nękanie w ciągu nocy. Na wykonanie w tym dniu wszystkich ogni wystrzelono około 7200 pocisków. Wraz z postępem piechoty, rzut ogniowy zmieniał SO. W czasie walk pełniący obowiązki Naczelnego Wodza gen. Anders, inspekcjonował dowództwo 7 pak na SD,  oraz 1, 5 i 6 baterię na stanowiskach ogniowych. 
14 kwietnia  pułk przeszedł dywizjonami w rejon Prospero. Tu wspierał natarcie 4 Brygady wzmocnionej brytyjskim 8 pułkiem pancernym. Na wsparcie ogniowe zużył 1350 pocisków. Po sukcesach piechurów został na stanowiskach do 17 kwietnia. W tym dniu Niemcy, na skutek zagrożenia okrążeniem, rozpoczęli wycofanie. Dywizjony pułku przeszły na wysunięte stanowiska. Okazało się, że nieprzyjaciel nie w pełni wycofał się. Artylerzyści przez kilka godzin ubezpieczali się sami. W tym czasie wzięli do niewoli 15 jeńców. Po pewnym czasie dywizjony otrzymały do ochrony kompanię piechoty z 8 batalionu strzelców karpackich.  W związku z przejściem 4 WBP, pułk pozostał w zgrupowaniu RUD, jako artyleria wsparcia ogólnego. Jednym dywizjonem wspierał grupę pościgową zorganizowaną na bazie 10 batalionu strzelców karpackich.
18 kwietnia pułk wszedł w podporządkowanie dowódcy artylerii 5 DP, wspierał 4 WBP i osłaniał lewe skrzydło zgrupowania uderzeniowego dywizji. Dopiero kolejnej nocy udało się przełamać obronę nieprzyjaciela. Zużycie amunicji na wykonane ognie wyniosło około 2000 pocisków. Następnie pułk wyznaczony został do wsparcia bezpośredniego batalionów 3 BSK. W następnym dniu w ślad za piechotą zmieniał kolejno SO, skąd wspierał ogniem walczące pododdziały. Podczas rozpoznania stanowisk na północ od S. Piętro wzięto do niewoli 9 żołnierzy niemieckich. Na wysuniętych obserwatorów do batalionów piechoty wyznaczono por. Barskiego oraz por. Kasjaniuka. Ten ostatni działał przy 9 batalionie strzelców karpackich. W nocy z 20 na 21 kwietnia obserwator artyleryjski, wraz z 9 batalionem przekroczył rzekę Idice i około 6:00 wszedł do Bolonii. Por. Kasjaniuk wpisał się do księgi pamiątkowej, a później otrzymał honorowe obywatelstwo miasta. O 9:00  do  Bolonii przyjechał  dowódca 7 pak, otrzymując od władz Bolonii "dyplom zasługi za uwolnienie miasta".

## Artylerzyści „konni”
Dowódcy pułku
- ppłk Jan Świerczyński
- ppłk Tadeusz Anders

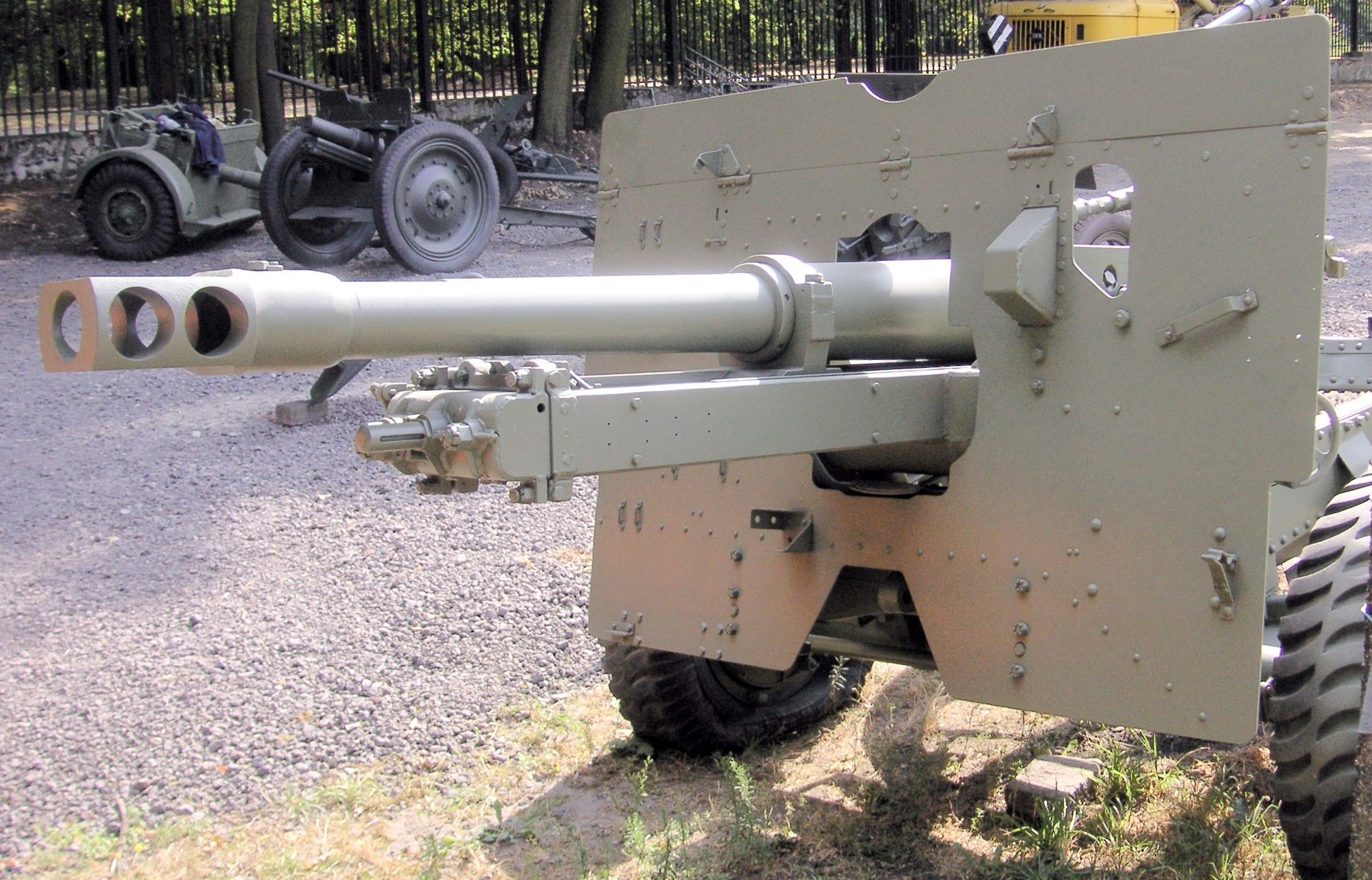
Haubicoarmata 25-funtowa

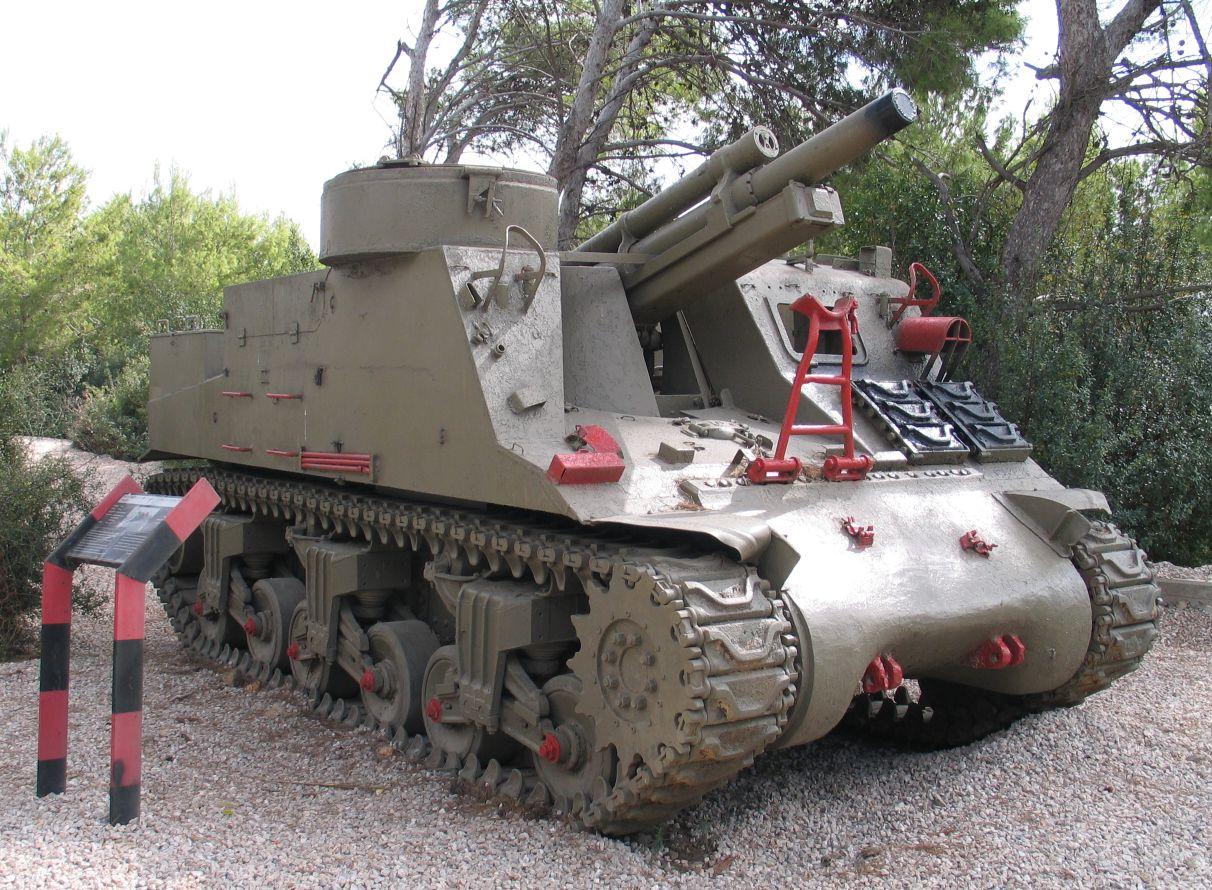
M7 Priest

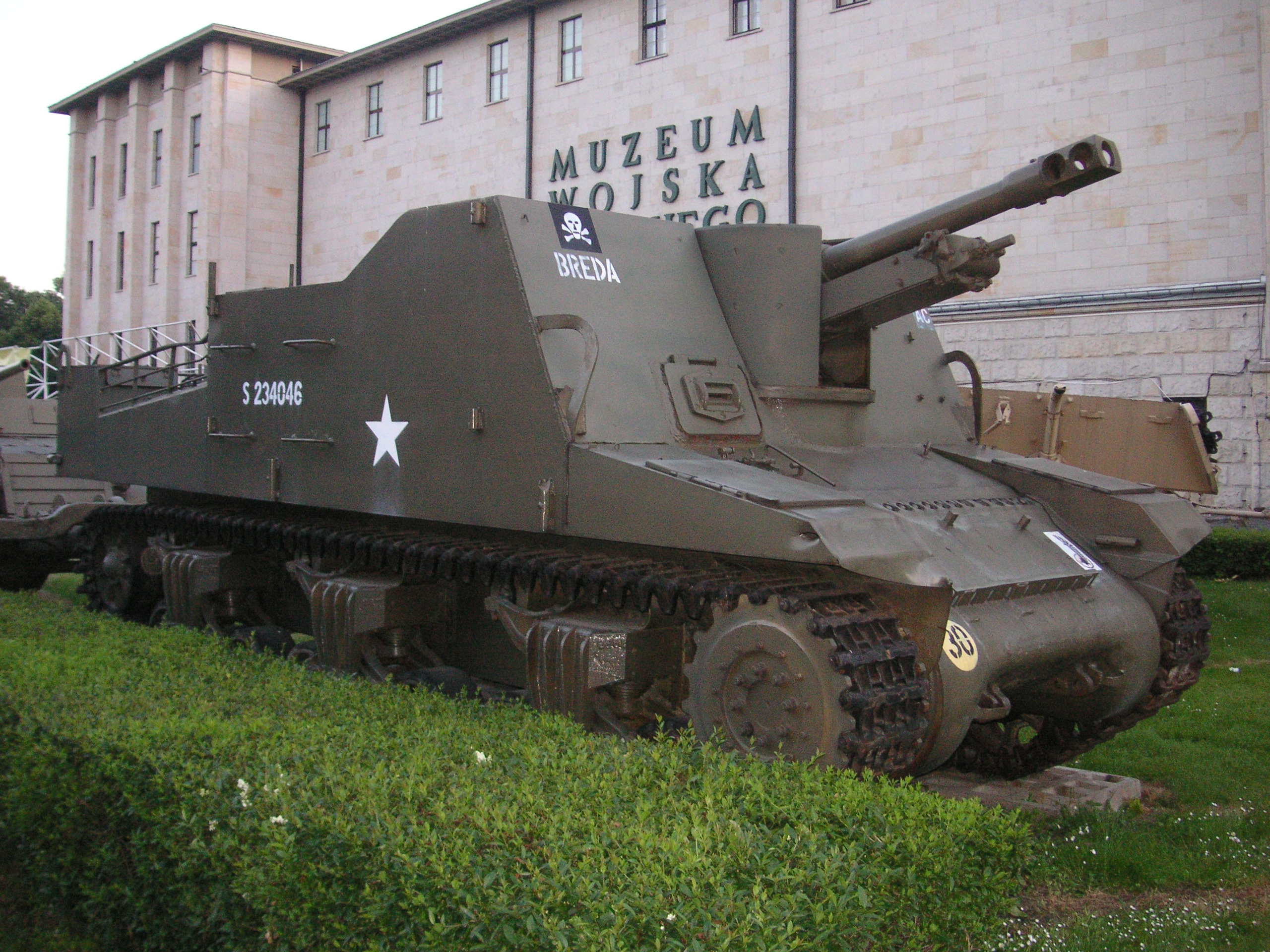
Sexton

Obsada ważniejszych stanowisk dowódczych podczas kampanii włoskiej
Dowódcy pułku
- ppłk/płk Jan Świerczyński (do 30 III 1945)
- mjr/ppłk Tadeusz Anders (p.o. do VII 1945)

Zastępcy dowódcy
- mjr Tadeusz Anders (do VII 1945)
- mjr Marian Lewandowski

Dowódca I dywizjonu
- kpt. Władysław Arzymanow (do 8 XII 1944)
- kpt. Edward Bogdalin

Dowódca II dywizjonu
- kpt./mjr Mieczysław Greczyn (do 6 XII 1944)
- kpt. Leszek Seidler (do 31 III 1945)
- kpt. Władysław Bieliński

Dowódca III dywizjonu
- kpt./mjr Leopold Skarżyński (do 18 X 1944)
- p.o. por. Stefan Drue (do 28 XI 1944)
- mjr Bogusław Sira

Obsada etatowa pułku w marcu 1944
Dowódca - ppłk Jan Świerczyński 
- Z-ca dowódcy - mjr Tadeusz Anders
- Kwatermistrz - kpt. Bohdan Święcicki
- Adiutant - por. Aleksander Seidler
- Oficer zwiadowczy - por. Zygmunt Brachocki
- Oficer obserwacyjno łącznikowy- ppor. Stanisław Pieczyński
- Oficer łączności - ppor. Bogusław Musiałowicz
- Oficer techniczny - por. Marcin Białkowski
- Oficer broni - por. Jan Pogonowski
- Oficer płatnik - ppor. Czesław Smoraczewski
- Dowódca czołówki naprawczej - ppor. Marian Olszewski
- Lekarz pułkowy - ppor. Szaja Nasielski
- Szef kancelarii pułku - st. ogn. Józef Bielawski
- Dowódca 1 dywizjonu - kpt. Władysław Arzymanow 
  - Zastępca dowódcy dywizjonu - por. Edward Bogdalin
  - Oficer zwiadowczy - ppor. Zdzisław Gigiel-Melechowicz
  - Oficer obserwacyjny 	- ppor. Andrzej Panczakiewicz
  - Dowódca baterii dowodzenia- ppor. Walenty Kasprzyk
  - Szef dywizjonu - st. ogn. Kazimierz Czemchajło
  - Dowódca 1 baterii - ppor. Włodzimierz Grochowski 
    - 1 oficer ogniowy - ppor. Tomasz Wasilewski
    - 2 oficer ogniowy - plut. pchor. Józef Kania
    - Oficer zwiadowczy - ogn. pchor. Jan Bossowski
    - Szef baterii - ogn. Jan Kasiura

  - Dowódca 2 baterii - ppor. Stanisław Czermak 
    - 1 oficer ogniowy - ppor. Kazimierz Popławski
    - 2 oficer ogniowy - ppor. Adam Bieniasz
    - Oficer zwiadowczy - ppor. Andrzej Liebich
    - Szef baterii - plut. Jan Soroka
- Dowódca 2 dywizjonu - kpt. Mieczysław Greczyn 
  - Zastępca dowódcy dywizjonu - kpt. Ludwik Salwik
  - Oficer zwiadowczy - ppor. Edward Żak
  - Oficer obserwacyjny 	- ppor. Jerzy Olszewski
  - Dowódca baterii dowodzenia - ppor. Marian Parysek
  - Szef dywizjonu - ogn. Wacław Sadowski
  - Dowódca 3 baterii - por. Stanisław Sienkiewicz 
    - 1 oficer ogniowy - ppor. Józef Kasjaniuk
    - 2 oficer ogniowy - ogn. pchor. Stanisław Ziemacki
    - Oficer zwiadowczy - ppor. Zbigniew Lewicki
    - Szef baterii - ogn. Henryk Połubiński

  - Dowódca 4 baterii - por. Jan Hryniewicz 
    - 1 oficer ogniowy - ppor. Kazimierz Kamiński
    - 2 oficer ogniowy - ppor. Kazimierz Rozpędzik
    - Oficer zwiadowczy - ppor. Włodzimierz Kowczyk
    - Szef baterii - ogn. Piotr Kołwzan
- Dowódca 3 dywizjonu - kpt. Leopold Skarżyński 
  - Zastępca dowódcy dywizjonu - por. Michał Stachowiak
  - Oficer zwiadowczy - ppor. Stanisław Mleczko
  - Oficer obserwacyjny 	-- ppor. Marian Sikorski
  - Szef dywizjonu - st. ogn. Józef Kowalski
  - Dowódca 5 baterii - ppor. Juliusz Lipski 
    - 1 oficer ogniowy - ppor. Mieczysław Śliwka
    - 2 oficer ogniowy - pchor. Tadeusz Serwatka
    - Oficer zwiadowczy - ppor. Witold Karaś
    - Szef baterii - ogn. Jan Górczak

  - Dowódca 6 baterii - por. Stanisław Murzynowski 
    - 1 oficer ogniowy - ppor. Robert Kornicki
    - 2 oficer ogniowy - ppor. Mamert Laguna
    - Oficer zwiadowczy - ppor. Tomisław Rościszewski
    - Szef baterii - plut. Henryk Tosta

Pułk liczył (etatowo):
- oficerów - 50
- podoficerów i kanonierów - 679
- 25 funtowych armat - 24

Kawalerowie Orderu Virtuti Militari
| ppłk Tadeusz Anders kpt. Edward Bogdalin por. Stanisław Czermak kpr. pchor. Franciszek Dworakowski por. Zdzisław Gigiel-Melechowicz kan. Robert Jaworski ppor. Witold Karaś kan. Stanisław Kazula kan. Wacław Kowal ppor. Andrzej Liebich | ppor. Mamert ppor. Andrzej Panczakiewicz kpt. Ludwik Salwik kpt. Aleksander Seidler por. Stanisław Sienkiewicz por. Marian Sikorski mjr Bogusław Sira mjr Leopold Skarżyński kpr. Mikołaj Szklarek ppłk Jan Świerczyński |